# 広島県道281号広停車場線
広島県道281号広停車場線（ひろしまけんどう281ごう ひろていしゃじょうせん）は、広島県呉市を通る一般県道である。

## 概要
JR西日本呉線 広駅から国道185号に至る。
1994年（平成6年）以前は広島県道281号警固屋広停車場線だったが、主要地方道再編で呉市警固屋8丁目（起点） - 呉市広本町1丁目間が広島県道66号呉環状線（このうち呉市阿賀中央2丁目 - 呉市広本町1丁目間は国道185号と重用）になったため路線が大幅に短縮され、現在では、JR西日本呉線 広駅前広場だけの路線になった。

### 路線データ
- 起点：広島県呉市広中町（JR西日本呉線 広駅前）
- 終点：広島県呉市広中町（広駅前交差点、国道185号交点）
- 総延長：37 m[1]

## 歴史
- 1993年（平成5年）5月11日 - 建設省から、県道警固屋広停車場線の一部を呉環状線として主要地方道に指定される[2]。
- 1994年（平成6年）4月1日 - 広島県告示第406号により認定される[1]。

## 地理

### 通過する自治体
- 呉市

### 交差する道路
| 交差する道路 | 交差する場所 | 交差する場所        |
| ------------ | ------------ | ------------------- |
| 国道185号    | 広中町       | 広駅前交差点 / 終点 |

### 沿線
- JR西日本呉線 広駅